# Hellmuth Walter Kommanditgesellschaft
Hellmuth Walter Kommanditgesellschaft (HWK), también conocida como Walter-Werke, fue una compañía alemana fundada por el profesor Hellmuth Walter en Kiel en 1935, dedicada a la investigación y desarrollo de motores propulsados por peróxido de hidrógeno.

## Historia
Pese a que la compañía es más conocida por sus motores cohete de aviación, también se desarrolló la turbina Walter para torpedos y motores de submarino, creándose primero el experimental V-80 y posteriormente los Tipo XVII.
Tras un pequeño cohete de 40 kg de empuje para analizar la guiñada en un avión, y otro de 100 kg para acelerar a un Heinkel He 72, se produjeron sus cohetes RATO y por fin el motor del primer avión en volar utilizando únicamente un cohete de combustible líquido, el Heinkel He 176, también empleado en el DFS 194.
Por fin, HWK también construyó el motor para los interceptores Messerschmitt Me 163 y Bachem Ba 349. La motorización del Junkers Ju 248 o Messerschmitt Me 263, que no llegó a volar con él antes del fin de la guerra, era también de HWK.